# Helicopsyche philodoce
Helicopsyche philodoce är en nattsländeart som beskrevs av Schmid 1993. Helicopsyche philodoce ingår i släktet Helicopsyche och familjen Helicopsychidae. Inga underarter finns listade i Catalogue of Life.